# Ardisia kunstleri
Ardisia kunstleri är en viveväxtart som beskrevs av George King och Gamble. Ardisia kunstleri ingår i släktet Ardisia och familjen viveväxter. Inga underarter finns listade i Catalogue of Life.